# Erora gillottae
Erora gillottae är en fjärilsart som beskrevs av Riley 1924. Erora gillottae ingår i släktet Erora och familjen juvelvingar. Inga underarter finns listade i Catalogue of Life.